# Whippet (hond)

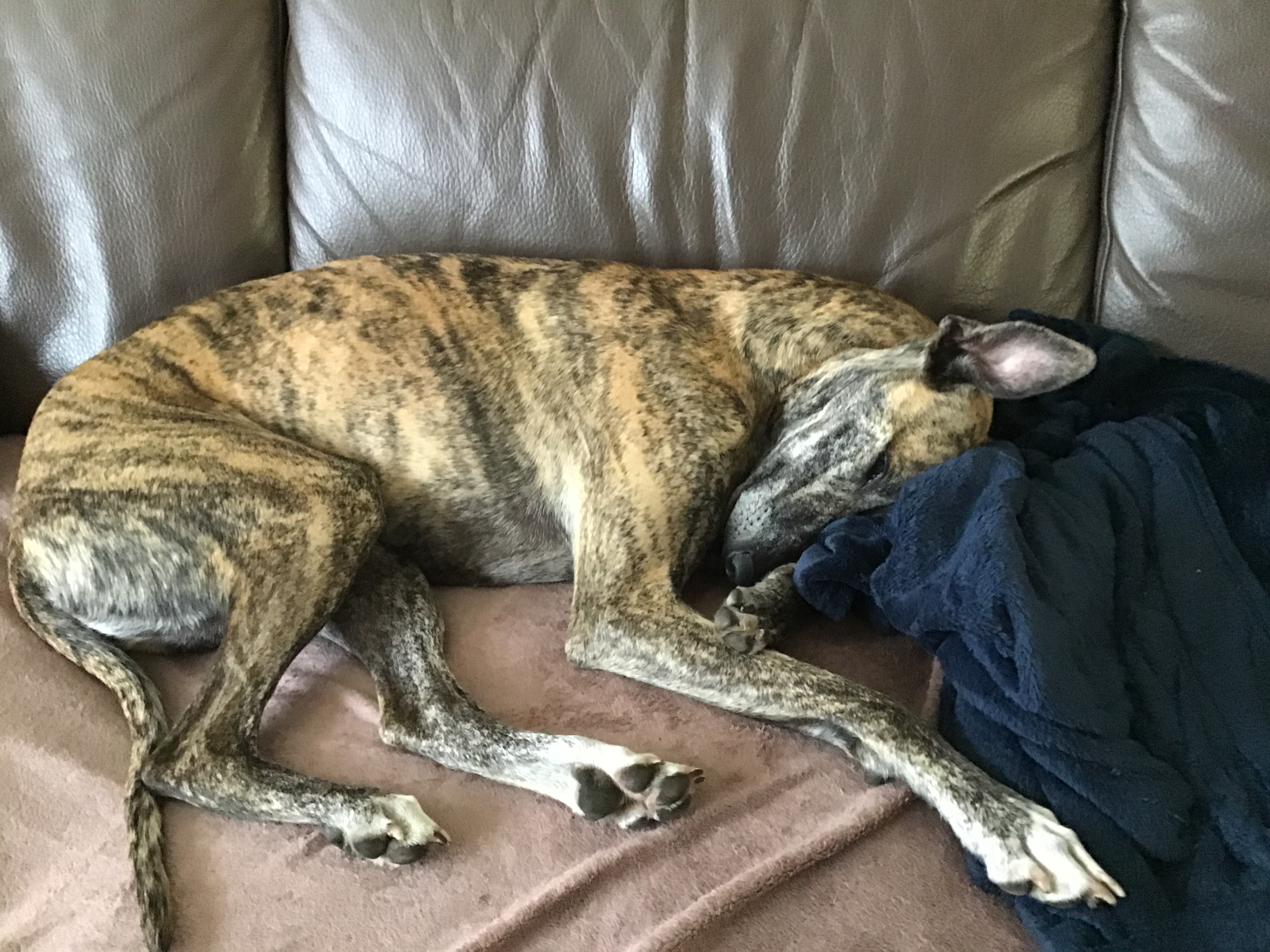
Slapende whippet

De whippet is een hondenras waarvan de oorsprong niet geheel duidelijk is. Enerzijds denkt men aan een afstamming van de faraohond die naar Engeland meekwam tijdens de Romeinse invasie, anderzijds denkt men aan kruisingen tussen greyhounds, Italiaanse windhonden en terriërs. Dat laatste is waarschijnlijker (al zijn er diverse afbeeldingen met honden die op kleine greyhounds lijken gevonden, die dateren uit het Romeinse tijdperk).
Whippets werden voornamelijk gefokt en gehouden door de Engelse mijnwerkers en werden ingezet voor de konijnenjacht. Deze mensen vormden indertijd de allerarmste bevolkingsgroep in de Britse samenleving en zo kreeg deze 'working class' ook vlees op tafel. Toen dat verboden werd, ging men onderlinge wedstrijden organiseren. De whippet kan in enkele seconden een snelheid van 55 km/u bereiken. Hij is de enige windhond met een goede neus, die hij ook gebruikt om te jagen. De whippet is bovendien een ren- en gezinshond.

## Uiterlijk
Bij reuen varieert de schouderhoogte van 47 tot 51 cm en bij teven van 44 tot 47 cm. De vacht, die in alle kleuren is toegestaan, is fijn, kort en dicht. Wit met gestroomde gele platen of vlekken, zwart, zwart met wit, blauw, geheel gestroomd en beige met een donker masker zijn de meest voorkomende kleuren. Ze zijn sierlijk en slank, gespierd en ze hebben een diepe borstkas; ze zijn gebouwd als de gestroomlijnde perfectie van kracht, snelheid en balans.

## Eigenschappen
De whippets zijn aanhankelijk en aanhalig, intelligent, maar niet supergehoorzaam, vrolijk, vreedzaam, speels, onafhankelijk en soms waaks. Whippets zijn over het algemeen lief voor kinderen, maar de meeste zijn niet overmatig gesteld op vreemden. Bezoek wordt in de regel bijna altijd aangekondigd. Het ras gedraagt zich erg vreedzaam in het gezelschap van andere honden en zoekt zelden ruzie. De neiging om achter alles aan te jagen wat snel wegvlucht, is hem aangeboren. Een huiskat waaraan de whippet gewend is, zal met rust gelaten worden.
De whippet is, zoals eerder gezegd, een windhond en dat betekent dat zijn hele bouw op rennen en jagen is ingesteld. De whippet houdt ervan tijdens een wandeling een aantal malen flink te sprinten, waarbij hoge snelheden worden gehaald. De whippet houdt van een zachte ligplek en slaapt thuis vrij veel. 
Whippets kunnen 55km/u bereiken bij het rennen. Ze zijn snel uitgeput, maar zijn ook snel gerecupereerd.
Whippets hebben vaak weinig beharing, waardoor ze niet zo goed beschermd zijn tegen kou, maar ook niet tegen zonnestralen. Het is soms verstandig ze een jasje aan te trekken.